# روستيرولون
روسترولون (INN) (اسم الرمز التنموي SH-434)، والمعروف أيضا باسم 17α-propylmesterolone أو 1α-methyl -17α-propyl-5α-androstan-17β-ol-3-one ، هو عبارة عن ستيرويدال أنتيدروجين لقد تم الذكر عنه لأول مرة في عام 1984 و لقد تم تطوير هذا المستحضر للاستخدامات الموضعية (موضعي) لكن لم يتم تسويقه أبدا. و لقد ظهرت بعض كفاءته في علاج حب الشباب، وفي النماذج الحيوانية تفتقر إلى التأثير النظامية(في النظام) في عملية التطبيق الموضعي. روستيرولون هو مشتق من ميستيرولون ، والتي، في المقابل، هو الاندروجين والمنشطة.
انظر أيضا
```
سيوتيرونيل
```

ديلانتيرون
إينوكوتيرون
ميتوجيست
توبيلوتاميد
توبترون
المراجع
1.^ a b c Luderschmidt, Christoph; Eiermann, Wolfgang; Jawny, Johannes; Bidlingmaier, Frank; Ring, Johannes (1984). "17?-Propylmesterolone (SH 434): an antiandrogenic sebosuppressive substance not influencing circulating testosterone concentrations". Naunyn-Schmiedeberg's Archives of Pharmacology. 328 (2): 214–218. doi:10.1007/BF00512076. ISSN 0028-1298.
2.^ a b Singh, Shankar; Gauthier, Sylvain; Labrie, Fernand (2000). "Androgen Receptor Antagonists (Antiandrogens) Structure-Activity Relationships". Current Medicinal Chemistry. 7 (2): 211–247. doi:10.2174/0929867003375371. ISSN 0929-8673. PMID 10637363.
3.^ J. Elks (14 November 2014). The Dictionary of Drugs: Chemical Data: Chemical Data, Structures and Bibliographies. Springer. pp. 775–. ISBN 978-1-4757-2085-3.